# Chaetocercus heliodor
Colibri-de-heliodoro ou estrelinha-de-gargantilha (Chaetocercus heliodor) é uma espécie de ave da família Trochilidae (beija-flores).
Pode ser encontrada nos seguintes países: Colômbia, Equador, Panamá e Venezuela.
Os seus habitats naturais são: regiões subtropicais ou tropicais húmidas de alta altitude e florestas secundárias altamente degradadas.